# 新竹市
新竹市（シンジュー/しんちく-し、英語: Hsinchu City）は、台湾の市。IT関連の工場や企業が集中しているため、「台湾のシリコンバレー」と呼ばれている。

## 地理
新竹市は台湾の北西部に位置している。冬季には非常に強い季節風が吹くことから「風城」という異名がある。地質的には東南方向から西北方向に広がる沖積平野上に位置している。

### 気候
ケッペンの気候区分では温暖湿潤気候 (Cfa)に属する。
| 新竹市 (1992-2010)の気候 | 新竹市 (1992-2010)の気候 | 新竹市 (1992-2010)の気候 | 新竹市 (1992-2010)の気候 | 新竹市 (1992-2010)の気候 | 新竹市 (1992-2010)の気候 | 新竹市 (1992-2010)の気候 | 新竹市 (1992-2010)の気候 | 新竹市 (1992-2010)の気候 | 新竹市 (1992-2010)の気候 | 新竹市 (1992-2010)の気候 | 新竹市 (1992-2010)の気候 | 新竹市 (1992-2010)の気候 | 新竹市 (1992-2010)の気候 |
| 月                       | 1月                      | 2月                      | 3月                      | 4月                      | 5月                      | 6月                      | 7月                      | 8月                      | 9月                      | 10月                     | 11月                     | 12月                     | 年                       |
| ------------------------ | ------------------------ | ------------------------ | ------------------------ | ------------------------ | ------------------------ | ------------------------ | ------------------------ | ------------------------ | ------------------------ | ------------------------ | ------------------------ | ------------------------ | ------------------------ |
| 平均最高気温 °C （°F）   | 18.9 (66)                | 19.4 (66.9)              | 21.4 (70.5)              | 25.2 (77.4)              | 28.6 (83.5)              | 31.0 (87.8)              | 32.9 (91.2)              | 32.6 (90.7)              | 31.0 (87.8)              | 27.8 (82)                | 24.9 (76.8)              | 21.2 (70.2)              | 26.24 (79.23)            |
| 日平均気温 °C （°F）     | 15.5 (59.9)              | 15.9 (60.6)              | 17.9 (64.2)              | 21.7 (71.1)              | 24.9 (76.8)              | 27.4 (81.3)              | 29.0 (84.2)              | 28.7 (83.7)              | 27.1 (80.8)              | 24.2 (75.6)              | 21.2 (70.2)              | 17.7 (63.9)              | 22.6 (72.69)             |
| 平均最低気温 °C （°F）   | 12.9 (55.2)              | 13.4 (56.1)              | 15.2 (59.4)              | 18.8 (65.8)              | 21.8 (71.2)              | 24.4 (75.9)              | 25.7 (78.3)              | 25.6 (78.1)              | 24.1 (75.4)              | 21.6 (70.9)              | 18.5 (65.3)              | 15.0 (59)                | 19.75 (67.55)            |
| 降水量 mm （inch）       | 64.4 (2.535)             | 191.3 (7.531)            | 172.8 (6.803)            | 161.4 (6.354)            | 247.2 (9.732)            | 266.1 (10.476)           | 108.2 (4.26)             | 190.5 (7.5)              | 95.1 (3.744)             | 59.4 (2.339)             | 35.6 (1.402)             | 47 (1.85)                | 1,639 (64.53)            |
| 平均降水日数             | 9.8                      | 13.8                     | 14.1                     | 13.1                     | 11.7                     | 10.2                     | 8.2                      | 11.2                     | 6.8                      | 5.4                      | 4.6                      | 7.7                      | 116.6                    |
| % 湿度                   | 78.9                     | 80.1                     | 83.1                     | 80.9                     | 79.8                     | 78.3                     | 75.9                     | 78                       | 75.1                     | 76.4                     | 76.3                     | 76.3                     | 78.3                     |
| 平均月間日照時間         | 98.2                     | 84.8                     | 85                       | 103                      | 136.6                    | 185                      | 230.9                    | 205.7                    | 206.8                    | 191.4                    | 150.2                    | 128.4                    | 1,806                    |
| 出典：                   |                          |                          |                          |                          |                          |                          |                          |                          |                          |                          |                          |                          |                          |

## 歴史
新竹の古称は竹塹であり、清国時代に新竹と改名された。複数の先住少数民族が住んでいた。日本統治時代の1920年、新竹街が設置され、1930年の地方行政改制により新竹市に昇格した。1941年、香山庄全域及び旧港、六家庄の一部を統合し行政区域を拡大、下部に25区を設置した。
戦後、11月30日に25区を9区に改組した。新竹県政府は翌年2月28日に桃園に移り、新竹市政府は旧新竹州庁に移転した。同年、宝山、竹東の2郷が新竹市に編入され再び区の改編が行われ、東、西、南、北、香山、竹東、宝山の7区が置かれた。
1950年10月25日に地方行政改制が行われ、新竹市は新竹県に編入された。新竹県政府は新竹市に置かれた他、新竹県が3つに分けられて新たに桃園県、苗栗県が設置された。
1951年12月1日、東、西、南、北の4区が廃止されて県轄市に格下げされたが、1982年7月1日には新竹県が管轄していた香山郷が新竹市に統合されたのに合わせて再度県から離脱して省轄市（1994年に市に改称された）に再昇格し、現在に至っている。

## 行政区画

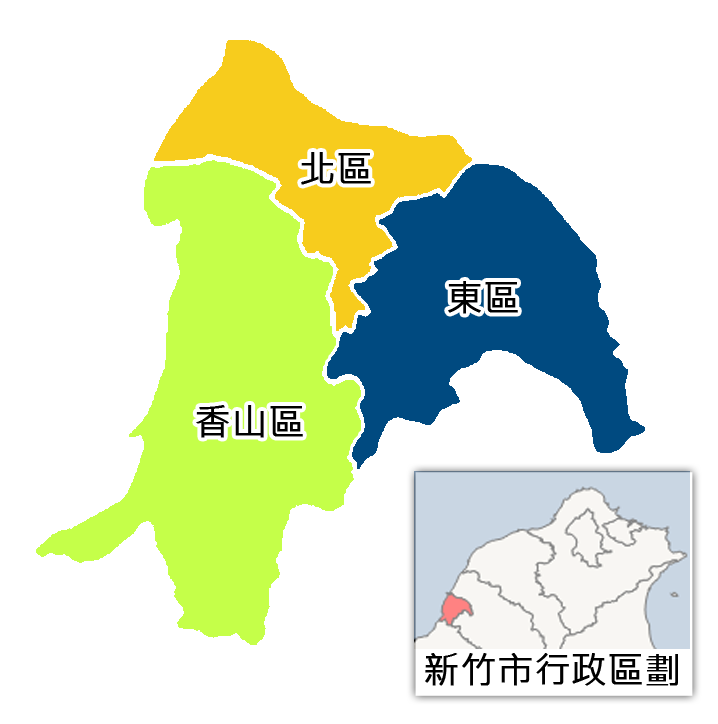
新竹市行政区画

- 北区
- 東区
- 香山区

## 教育

### 大学
- 国立清華大学
- 国立陽明交通大学

- 中華大学

- 玄奘大学
- 元培科技大学

### 高校
- 国立科学工業園区実験高級中学
- 国立新竹女子高級中学
- 国立新竹高級中学

- 新竹市立成徳高級中学
- 新竹市立建功高級中学
- 新竹市立市立香山高級中学

- 私立磐石高級中学
- 私立光復高級中学
- 私立曙光女子中学
- 私立世界高級中学

- 国立新竹高級工業学校
- 国立新竹高級商業学校

国民中学・国民小学は下部行政区の項目を参照

## 交通
- 台湾鉄路管理局

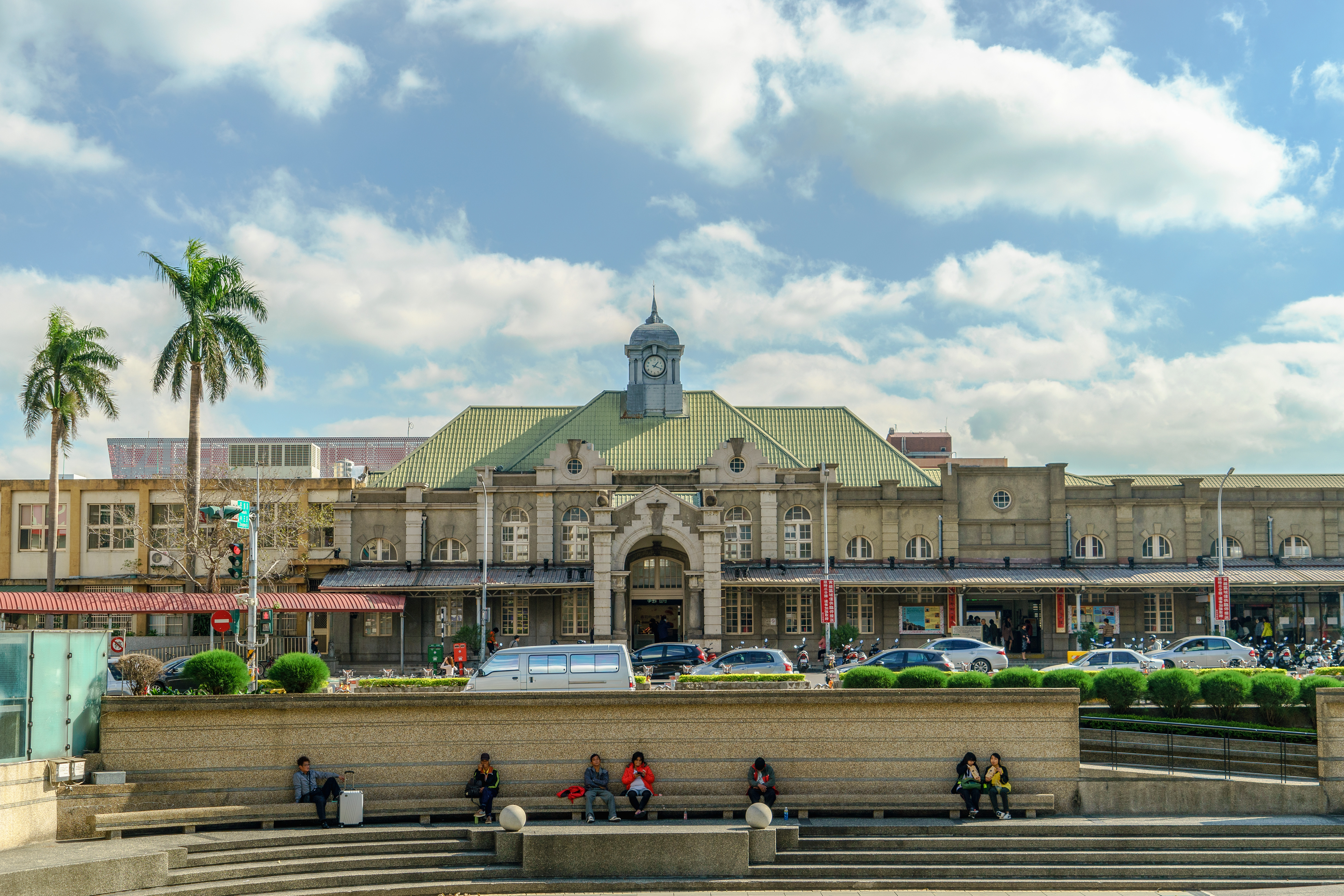
新竹駅

  - 縦貫線：北新竹駅 - 新竹駅 - 三姓橋駅 - 香山駅
  - 内湾線：新竹駅 - 北新竹駅 - 千甲駅 - 新荘駅

なお、台湾高速鉄道の新竹駅は新竹県に位置している。
北部には軍用飛行場の新竹基地があり、ミラージュ2000を運用する空軍第二戦術戦闘機連隊が駐屯している。1998年には民間航路も開設されたが、同年の国華航空サーブ340墜落事故以降は軍用のみとなっている。

## 経済
後述するハイテク産業の存在により、新竹は経済レベルの高い地域である。2022年の統計では東区の関新里の世帯平均年収は461万1000台湾元で、台湾で最も裕福な地域だとビジネスインサイダーは報じている。

### 第二次産業
「台湾のシリコンバレー」とも呼ばれ、ハイテク産業が盛んである。1980年以来、行政当局が世界からハイテク企業を誘致、2024年にはその数は600社以上にのぼり、売上高は4兆円を超える。日本統治時代に設立された天然瓦斯研究所を源流とする工業技術研究院や工業団地の新竹サイエンスパークを擁し、高度人材が集積する。半導体受託生産の世界最大手であるTSMCは工業技術研究院からのスピンオフにより設立され、現在も新竹サイエンスパークに本社を置く。

### 金融
渣打国際商業銀行（イギリスのスタンダードチャータード銀行の台湾法人。旧新竹国際商業銀行であった）

## 食
城隍廟屋台-- 炒米粉（焼きビーフン）、貢丸湯（肉団子スープ）、郭家潤餅（ルンビン）
市内に3店舗展開している鴨肉許で食べることができる各種鴨料理も名物の一つ。
土産-- 竹塹餅。城隍廟廟口で100年以上の歴史を持つ老舗菓子店「新復珍」にて購入可能。
名物の刺身-- 新竹漁港では、弁当箱いっぱいの新鮮な刺身を、僅か200台湾ドル程度で購入できる。

## 姉妹都市
- 台湾 嘉義市
- 日本 岡山県岡山市
- フィリピン パラワン州プエルト・プリンセサ
- アメリカ合衆国 ワシントン州リッチランド
- アメリカ合衆国 オレゴン州ビーバートン
- アメリカ合衆国 ノースカロライナ州ケーリー
- アメリカ合衆国 カリフォルニア州クパチーノ
- アメリカ合衆国 テキサス州プレイノ
- オーストラリア ニューサウスウェールズ州シティ・オブ・フェアフィールド
- パラオ アイライ州

## 観光
竹塹八景
- 香山湿地（中国語版）
- 新竹漁港（中国語版）
- 青草湖（中国語版）
- 護城河親水公園
- 新竹公園種植河津櫻10週年紀念牌揭牌儀式
- 新竹市立動物園（中国語版）
- 十八尖山（中国語版）
- 古奇峰（中国語版）

## 出身有名人
- 田馥甄 - S.H.Eの一員（歌手、女優）。
- 埴谷雄高（はにや・ゆたか） - 日本の小説家。
- 楊碧川 - 独立運動家
- 李遠哲 - ノーベル化学賞受賞者。
- 王心凌 - 歌手。
- シュアン - 台湾出身YouTuber、女優、元アイドル
- 柯文哲 - 医師、台湾民衆党主席、元台北市長。
- 陳念琴 - 女性ボクシング選手。